# 醫藥分家
醫藥分業（英語：Separation of prescribing and dispensing）是指開立處方跟調劑藥物分離的一種制度。

## 历史
現時在不少已發展國家（例如：北美洲），醫師與藥師由不同的監管機構規管。通常這些地區規定只有藥師可以為公眾提供預定的藥品，而藥師不可跟醫生形成業務夥伴關係、或為醫師提供回扣。然而，美國醫學協會的道德守則規定：醫師可免除他們的辦公室內，只要沒有病人受到剝削，又或病人有權利向醫生索取一份書面處方，以便他們可以到其他地方購藥，醫生亦可以按需要而為病人開藥；而事實上，這批為自己病人開藥的醫生，佔美國醫生約7－10%。

## 各地情况
- 臺灣健保局資料顯示2005年6月底其處方釋出率高達百分之三十六[2]。為保障民眾權益，司法院大法官會議108年6月解釋案認藥事法施行細則第50條過度解釋而逾越母法違憲，即日失效[3][4]。

- 香港醫療系統仍未落實嚴格的醫藥分業制度，由醫院管理局管轄的公立醫院、門診診所及主要私家醫院運作已在一定程度上採取醫藥分家模式：駐院主診醫生並不參與配藥，他們只會發出處方，由醫院或診所內的藥房在藥劑師監督下配發藥物。不過，藥劑師角色普遍較醫生被動，較少臨床接觸病人、對醫生處方提出疑義的情況亦不常見。相反地，社區私家醫生及牙醫，則絕大多數由診所職員（部分職員或有護士資格，但通常無藥劑師常駐）按醫生處方在診所內進行配藥。這些社區診所、牙醫診所等多有備存常用藥物，除非醫生處方沒有庫存或不常用藥物，病人方需要帶同處方到註冊藥房自行購買。藥劑師團體一直有爭取醫藥分家聲音，雖然香港社會在廉政公署嚴厲肅貪下大致廉潔，藥商與醫生或藥劑師貪污勾結可能性不大，但有西醫團體質疑社區藥房質素參差、有濫售處方藥物疑慮等理由反對下，令推動全面醫藥分業多年來仍停滯不前。[來源請求]